# Peggy DesAutels
Peggy DesAutels (1 de diciembre de 1955) es una académica, filósofa, y feminista estadounidense, desarrollando actividades académicas y científicas en el profesorado de filosofía de la Universidad de Dayton. Se ha especializado en psicología moral, feminismo filosófico, filosofía de la mente y en ciencia cognitiva.

## Educación
En 1995, obtuvo su Ph.D. en filosofía por la Universidad Washington en San Luis, después de obtener un M.S. en informática y una maestría en filosofía.

## Carrera
Desde 2010 y hasta 2013, DesAutels ocupó el cargo de presidenta del Comité sobre el Estatuto de la mujer, de la Asociación Filosófica Americana; y, hoy se desempeña como miembro de oficio de ese Comité como directora del Programa de Visitantes al Sitio Web.
Como presidenta del Comité sobre la Condición Jurídica y Social de la Mujer, de la Asociación Filosófica Estadounidense, DesAutels se ha manifestado abiertamente contra los conflictos que enfrentan las mujeres filósofas, criticando la falta de paridad de género en filosofía, así como la prevalencia de acoso sexual en el mundo académico, la representación insuficiente de las filósofas, presencia de filósofos varones en puestos jerárquicos, y el número de conferencistas de filosofía, con expositores solo varones.
Fue nombrada Mujer Distinguida en Filosofía, de 2014 por la División Oriental de la Sociedad de Mujeres en la Filosofía.
También fue líder de investigación, en una subvención ADVANCE de la National Science Foundation (NSF) de $ 3 millones, otorgada al consorcio que incluía a la Universidad de Dayton, con el objetivo de promover el reclutamiento y el avance de las mujeres en los campos de STEM (acrónimo en inglés: ciencia, tecnología, ingeniería y matemática).

## Obra

### Algunas publicaciones
Es editora de varios volúmenes sobre ética feminista y psicología moral.
- DesAutels, Peggy; Waugh, Joanne (2001). Feminists doing ethics. Lanham, Maryland: Rowman & Littlefield Publishers. ISBN 9780742512115. Selected as a Choice outstanding academic title for 2003.

- DesAutels, Peggy; Walker, Margaret Urban (2004). Moral psychology: feminist ethics and social theory. Feminist Constructions. Lanham, Maryland: Rowman & Littlefield Publishers. ISBN 9780742534803.

- DesAutels, Peggy; Whisnant, Rebecca (2008). Global feminist ethics: feminist ethics and social theory. Feminist Constructions. Lanham, Maryland: Rowman & Littlefield. ISBN 9780742559103.

### Capítulos en libros
- Bartky, Sandra Lee (2004), «Intimidation»,  en DesAutels, Peggy; Walker, Margaret Urban, eds., Moral psychology: feminist ethics and social theory, Feminist Constructions (en inglés), Lanham, Maryland: Rowman & Littlefield editors, ISBN 9780742534803..